# Susanne-Stellung

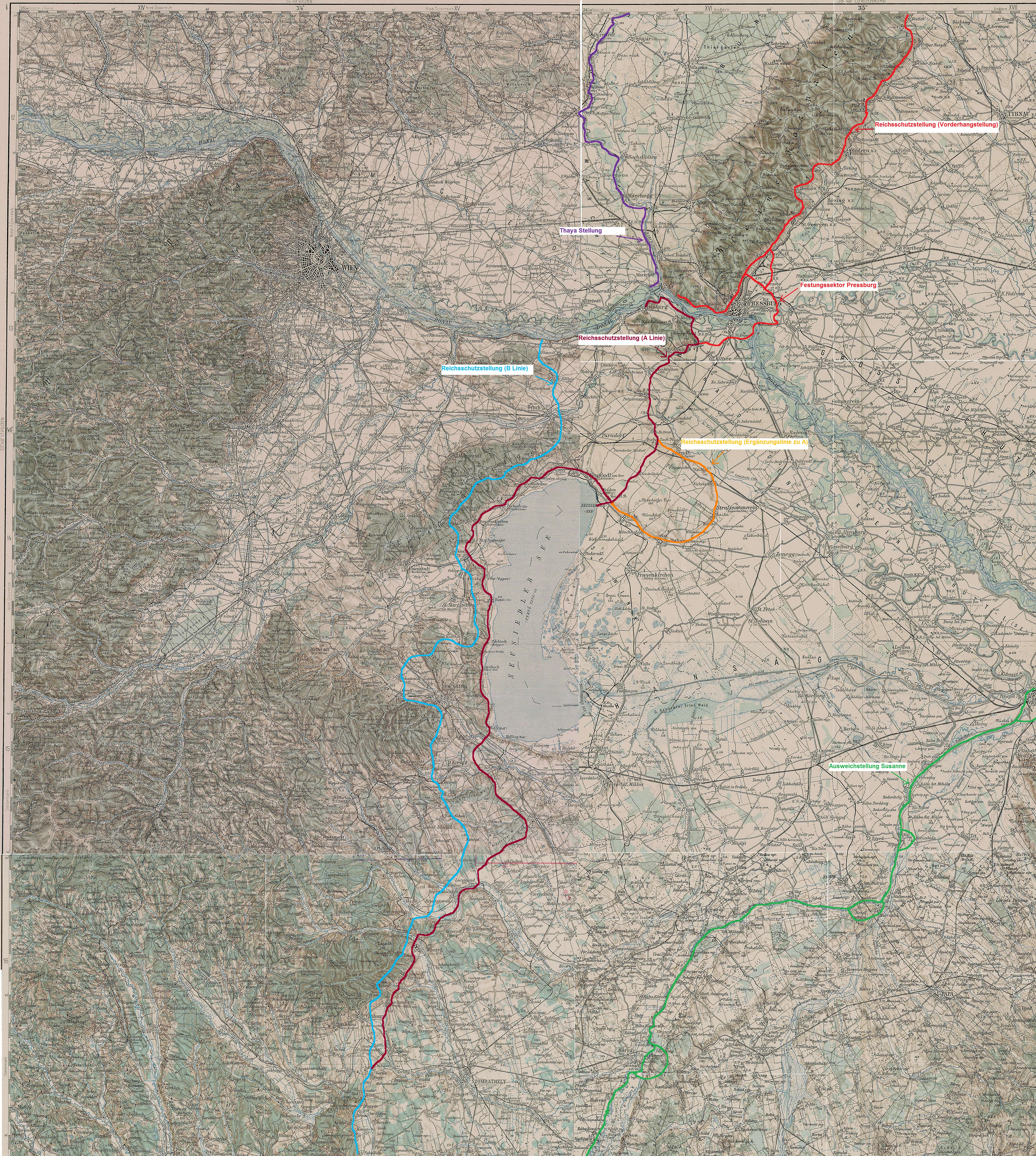
Ungefährer Verlauf des Stellungssystem an der Südostfront 1944/45. Die Grüne Linie rechts unten auf der Karte zeigt den Verlauf der Susanne-Stellung

Die Susanne-Stellung war eine Verteidigungsstellung der deutschen Wehrmacht im Zweiten Weltkrieg.

## Geografie
Die Susanne-Stellung begann im Festungssektor von Sillein (Žilina) und zog sich über die Berge der Mittelslowakei über Banowitz (Bánovce nad Bebravou) nach Neutra Richtung Neuhäusel längs der Ostseite des Flusses Waag über die damalige slowakisch/ungarische Grenze über Komorn (Komárom) bis Raab (Győr). Von dort folgte sie dem Verlauf des Flusses über Kotenburg (Sarvar) immer dem Fluss entlang, bis sie bei Sankt Gotthard an der Raab (Szentgotthárd) wieder das Stellungssystem des Südostwalls erreichte.

## Beschreibung
Die Susanne-Stellung wurde vom Oberkommando der Wehrmacht gegen Ende des Zweiten Weltkrieges am Südostwall bzw. der Reichsschutzstellung gegen die heranziehenden Verbände der Roten Armee errichtet. Diese befestigte Geschützstellung an der Südostgrenze des Deutschen Reiches war als Ausweichstellung geplant, falls die deutschen Stellungen in Mittelungarn fallen würden. Ähnlich wie beim Südostwall blieben bei der Susanne-Stellung ganze Teile im Planungsstadium. Die Abschnitte zwischen Sillein (Žilina) und Banowitz (Bánovce nad Bebravou) und zwischen Raab und Kotenburg (Sarvar) wurden nie ganz fertiggestellt.
1944 wurde die Susanne-Stellung fertiggestellt und im Frühjahr 1945 von Truppen der Roten Armee überrannt.